# Liste der Monuments historiques in Ars-sur-Moselle
Die Liste der Monuments historiques in Ars-sur-Moselle führt die Monuments historiques in der französischen Gemeinde Ars-sur-Moselle auf.

## Liste der Bauwerke
| Bezeichnung | Beschreibung                                                                             | Standort                       | Kennzeichnung | Schutzstatus | Datum          | Bild           |
| ----------- | ---------------------------------------------------------------------------------------- | ------------------------------ | ------------- | ------------ | -------------- | -------------- |
| Wohnhaus    | Portal, bezeichnet 1593                                                                  | 42 rue du Maréchal-Foch (Lage) | PA00106723    | Inscrit      | 1929           | weitere Bilder |
| Aquädukt    | gallo-römisch, vom Ende des ersten Jahrhunderts; auch auf dem Gebiet von Jouy-aux-Arches | südwestlich des Ortes (Lage)   | PA00106722    | Classé       | 1840 1980 1990 | weitere Bilder |
| Wohnhaus    | aus der zweiten Hälfte des 16. Jahrhunderts                                              | 44 rue du Maréchal-Foch (Lage) | PA00106724    | Inscrit      | 1930           | weitere Bilder |

## Liste der Objekte
| Bezeichnung                 | Beschreibung                       | Standort                       | Kennzeichnung | Schutzstatus | Datum | Bild |
| --------------------------- | ---------------------------------- | ------------------------------ | ------------- | ------------ | ----- | ---- |
| Skulptur Vierge de la Mance | Kalkstein, farbig gefasst, um 1500 | in der Kirche St-Martin (Lage) | PM57000679    | Classé       | 2003  |      |